# Katedra św. Pawła w Wellington
Katedra św. Pawła – pierwsza katedra diecezji Wellington (Nowa Zelandia); przykład zastosowania XIX – wiecznego stylu neogotyckiego. Jest usytuowana przy Mulgrave Street, pod numerem 34. Katedrę zaprojektował Frederick Thatcher, wikariusz Kościoła św. Pawła w Thorndon.

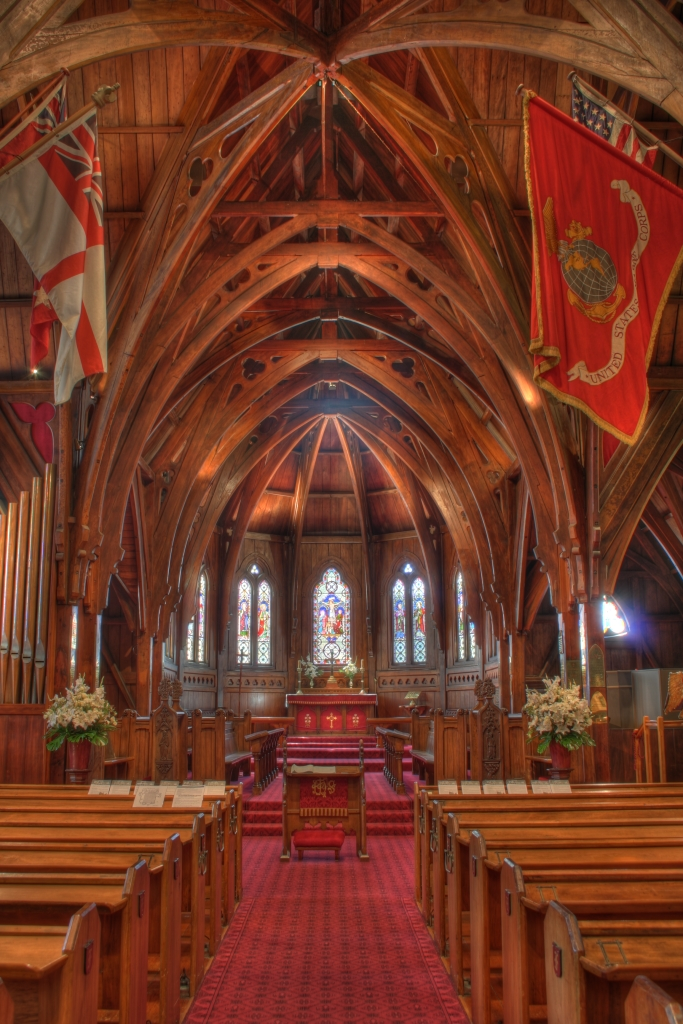
Wnętrze

Kamień węgielny pod kościół ufundował George Edward Grey, zaś kościół został poświęcony 27 maja 1866.